# 이아진 (국악인)
이아진(1995년 3월 10일 ~ )은 대한민국의 국악인으로, 대구광역시 무형문화재 제8호 판소리 흥보가 이수자이다.

## 학력
- 격동초등학교 졸업
- 국립국악중학교 졸업
- 국립국악고등학교 졸업
- 한국예술종합학교 판소리 학사
- 서울대학교 대학원 국악 석사과정

## 방송
- 풍류대장 - 힙한 소리꾼들의 전쟁(2021)
- 꽃보다 출가(2024~)

## 음반
- 시들지 않는 소리 Part.1(2021)
- 시들지 않는 소리 Part.2(2021)
- 시들지 않는 소리 Part.3(2021)
- 제비노정기(2022)
- 청정심(2022)

## 공연
- 이아진 미니콘서트 : 시들지 않는 소리(2022)

## 수상
- 제28회 전국전통공연예술경연대회 명인부 판소리부문 최우수상(2020)
- 제15회 전국국악대전 가야금병창판소리부문 최우수상(2017)
- 전주대사습놀이 전국대회 학생부 판소리부문 장원(2011)